# Karlstads tingslag
Karlstads tingslag var ett tingslag i Värmlands län i Mellansysslets domsaga. 
Tingslaget inrättades 1680 i Västersysslets domsaga. Det motsvarade Karlstads härad och tillhörde Mellansysslets domsaga från 1743.
Tingslaget uppgick den 1 januari 1882 i Mellansysslets tingslag.

## Omfattning

### Socknarna i häraderna
- Karlstads härad